# Coelioxys adani
Coelioxys adani là một loài Hymenoptera trong họ Megachilidae. Loài này được Cockerell mô tả khoa học năm 1949.